# Acantoluzarida
Acantoluzarida is een geslacht van rechtvleugeligen uit de familie krekels (Gryllidae). De wetenschappelijke naam van dit geslacht is voor het eerst geldig gepubliceerd in 1992 door Desutter-Grandcolas.

## Soorten
Het geslacht Acantoluzarida  is monotypisch en omvat slechts de volgende soort:
- Acantoluzarida nigra (Desutter-Grandcolas, 1992)